# Мацей Янковський
Мацей Янковський (пол. Maciej Jankowski, нар. 4 січня 1990, Варшава, Польща) — польський футболіст, нападник футбольної команди «П'яст», що нині виступає в польській Екстраклясі.

## Життєпис

### Клубна кар'єра
Влітку 2010 року приєднався до «Руху» з Хожува. Підписав контракт строком на три роки.
У 2014 році підписав професійний контракт із «Віслою».

## Титули й досягнення
- Володар Суперкубка Польщі (1):

«Арка»: 2018